# مکس برنر
مکس برنر (عبری: מקס ברנר‎) شرکت صنایع غذایی اسرائیلی است، که در سال ۱۹۹۶ تأسیس شد.